# Eumetoecus kochiae
Eumetoecus kochiae är en insektsart som först beskrevs av Horvath 1897.  Eumetoecus kochiae ingår i släktet Eumetoecus och familjen rundbladloppor. Inga underarter finns listade i Catalogue of Life.